# Cupido blau
El cupido blau (Cupido osiris) és una espècie de lepidòpter papilionoïdeu de la família dels licènids (Lycaenidae) present als Països Catalans.

## Distribució
S'estén de forma dispersa pel sud i centre d'Europa, des del nord-oest de la península Ibèrica fins a Grècia, passant pel sud-est i est de França, sud-oest de Suïssa, nord-oest i centre d'Itàlia, est d'Àustria, Hongria i Balcans. També és present des de Turquia fins a l'Àsia central. Absent de les principals illes mediterrànies, excepte l'illa egea de Lemnos. A la península Ibèrica ocupa sobretot la part nord-est, tot i que també es troba de forma dispersa al nord de Portugal, la Serralada Cantàbrica, el Sistema Ibèric, i, de forma molt local, a les Serralades Bètiques. A Catalunya es troba principalment als Prepirineus i altres sistemes muntanyosos d'interior, com poden ser les Guilleries o les Muntanyes de Prades.

## Descripció
Envergadura alar d'entre 23 i 27 mm. Marcat dimorfisme sexual per la diferent coloració de l'anvers. El mascle presenta l'anvers de color blau fosc amb un marge negre prim. La femella té l'anvers de color marró amb algunes escates blaves a la part basal. Revers semblant en ambdós sexes, amb el fons de color gris i la base tacada d'escates blaves. L'ala anterior presenta una sèrie de petits punts negres vorejats de blanc a la part exterior i una taca negra aïllada més propera a la base. Ala posterior amb una sèrie de punts negres similars als de l'ala anterior, però disposats irregularment, així com dues o tres taques negres més properes a la base.

## Hàbitat
Prats secs en ambients mediterranis montans i marges de bosc, sobre substrat calcícola. Rang altitudinal des dels 400 m fins als 1800 m. L'eruga s'alimenta de diverses espècies de fabàcies, sobretot del gènere Onobrychis, com ara O. viciifolia, O. montana i O. arenaria, però de vegades també de l'espantallops (Colutea arborescens) o de la vulnerària (Anthyllis vulneraria).

## Període de vol i hibernació
D'acord amb la localitat i l'altitud, vola en una generació entre finals de maig i juliol o en dues generacions, la primera entre abril i finals de juny i la segona entre finals de juliol i principi de setembre. En anys molt secs, la segona generació pot ser parcial o fins i tot absent. Hiberna com a eruga.

## Comportament
Les femelles ponen els ous sobre les flors de les plantes nutrícies, de les quals es nodreixen les erugues. Es tracta d'una espècie mirmecòfila facultativa, les erugues de la qual s'associen sovint amb diverses espècies de formiga dels gèneres Lasius, Camponotus o Plagiolepis.

## Espècies ibèriques similars
- Cuetes (Cupido alcetas)
- Cuetes de taques taronges (Cupido argiades)
- Cupido carswelli
- Cupido lorquinii
- Cupido menut (Cupido minimus)

## Galeria

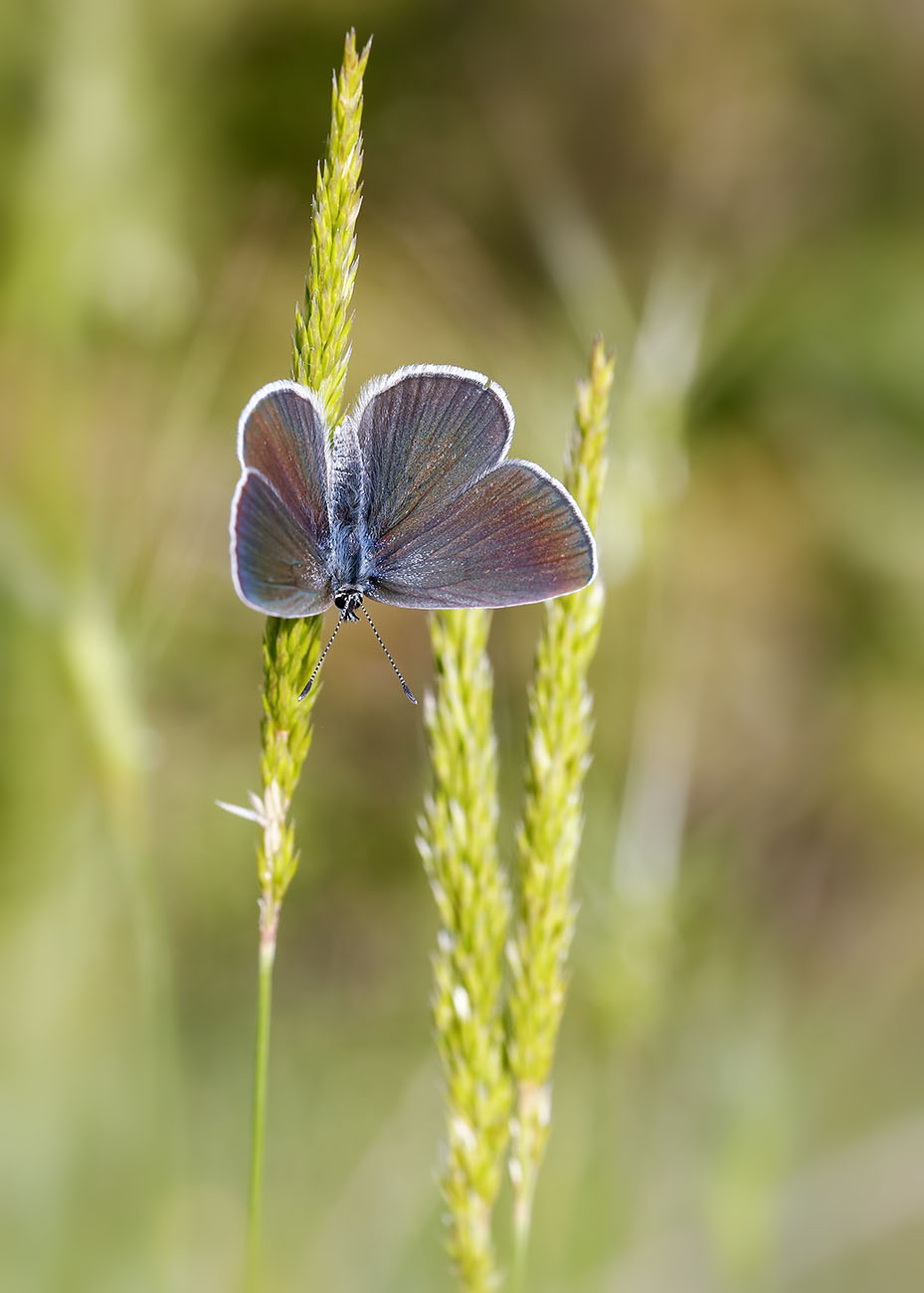
Anvers d'una femella
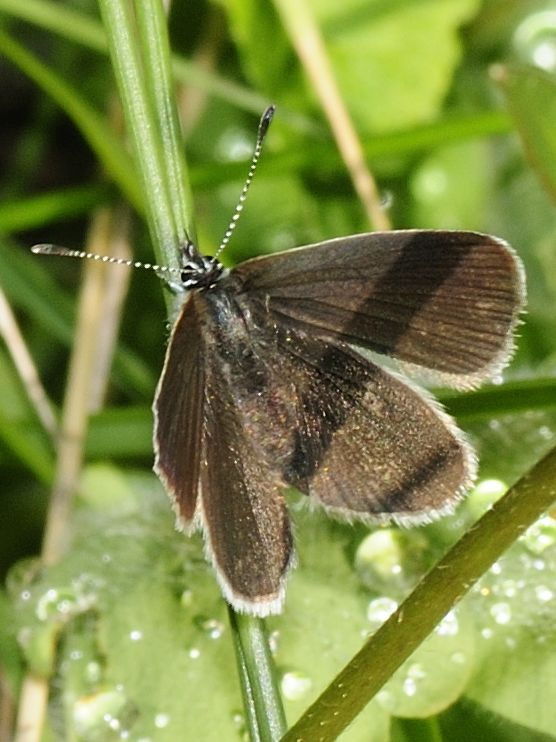
Anvers d'una femella
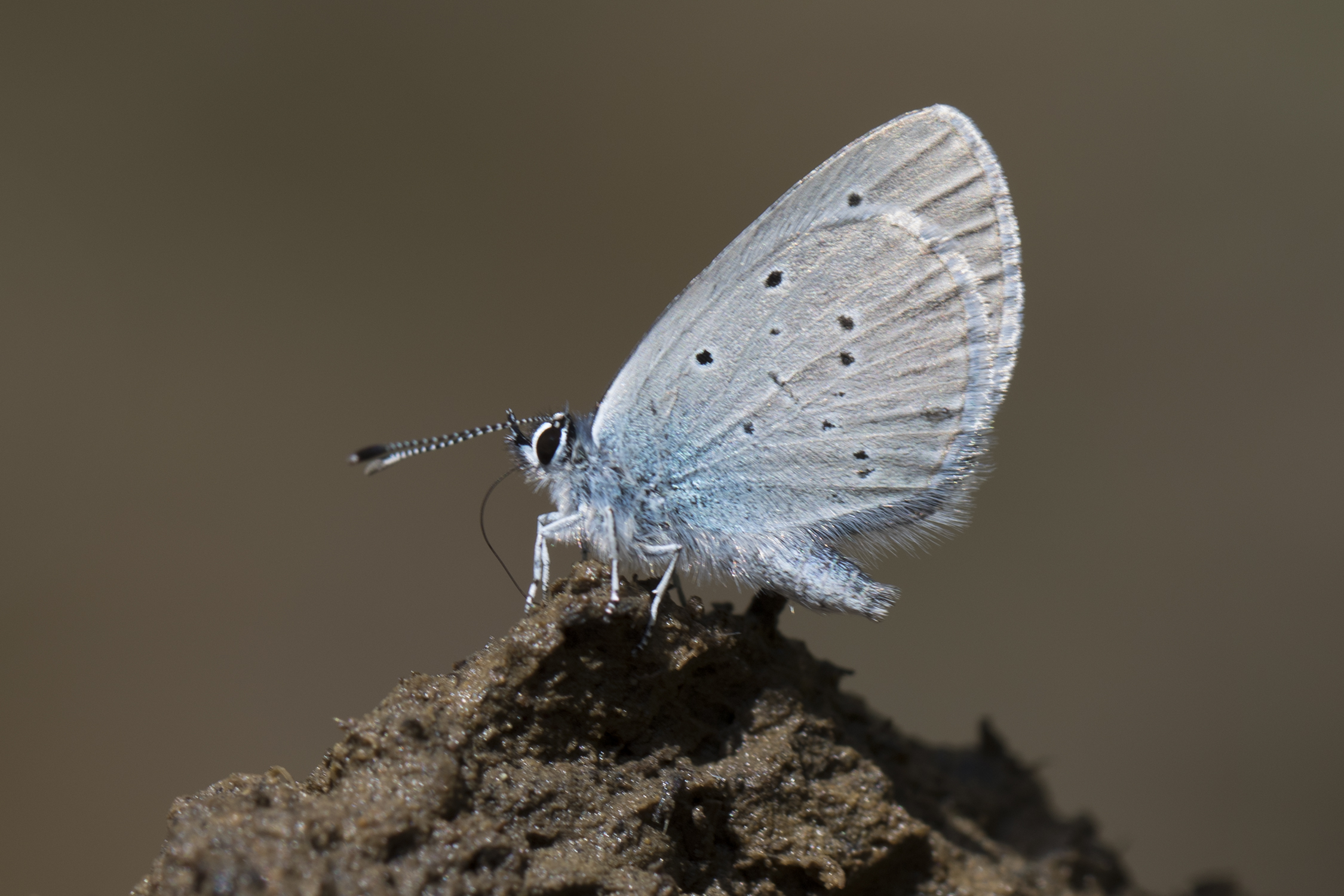
Revers d'un mascle